# KelKel
KelKel (КельКель, укр. відродження та сяяння добра) — молодіжний рух у Киргизстані, заснований 15 січня 2005 року. KelKel зробив значний внесок у Тюльпанову революцію у березні 2005 року, що призвела до вигнання президента Аскара Акаєва.
Вважається, що KelKel став послідовником таких рухів як Отпор!, Кмара, Пора! (чорна), що призвели до повалення режимів у своїх країнах.
Намагаючись створити плутанину, ймовірно прихильники президента Акаєва утворили іншу організацію під такою самою назвалю — «KelKel». Ця група також використовувала такий самий жовтий логотип, що й справжній рух. KelKel, прихильний до Аскара Акаєва, зник після революції 24 березня 2005.
На цей час[коли?] KelKel є зареєстрованою молодіжної організацією під назвою «КелКел: громадянський молодіжний рух». Вона прагне бути активною, але безпартійною частиною громадянського суспільства, учасником публічних дебатів і стратегічних дискусій.